# Arbogastes (comes)
Arbogastes was een 5e-eeuwse Romeinse bestuurder van de Gallische provincie Belgica Prima. Hij resideerde in de stad Trier en was van Frankische afkomst.

## Geschiedenis
Arbogastes werd geboren in een geromaniseerde Frankische familie en was een katholieke christen. Zijn vader Arigius (genoemd door Auspicius) was mogelijk een inwoner van Trier, en zij waren nazaten van de  4e eeuw magister militum Arbogastes. Arbogastes was duidelijk hoogopgeleid, en Sidonius Apollinaris prijst hem als een van de laatste verdedigers van het instortende West-Romeinse Rijk en de Romeinse cultuur.
Arbogastes was vermoedelijk bij aanvang Romeins bestuurder van de provincie Belgica Primera. Na het politiek uiteenvallen van Romeins Gallië in het begin van de jaren 460, heerste hij met hulp van de overgebleven Romeinse troepen over een domein bij de stad Trier. Na 476 werden de Ripuarische Franken (Rijnfranken) de bovenliggende partij in zijn deel van Gallië en heerste Arbogastes enkel nog in Trier. Franz Staab merkt hierover op dat Frankische heersers vóór 500 volledig afwezig zijn in het gebied. Het bewind van Arbogastus kan dus een overgangsperiode vertegenwoordigen tussen de Romeinse en de Frankische heerschappij. 
In 486 voegde de Frankische koning Clovis het nog nominaal Romeinse gebied tussen Somme en Loire toe aan zijn grondgebied door de laatste Romeinse bestuurder Syagrius te verslaan bij Soissons. Naar alle waarschijnlikjheid heeft hij rond dezelfde tijd ook het grondgebied van Arbogastes zich toegeëigend. Volgens Hans Hubert Anton vluchtte Arbogastes naar Chartres. Verdere informatie over zijn leven ontbreekt.